# Nostra Senyora de Domanova

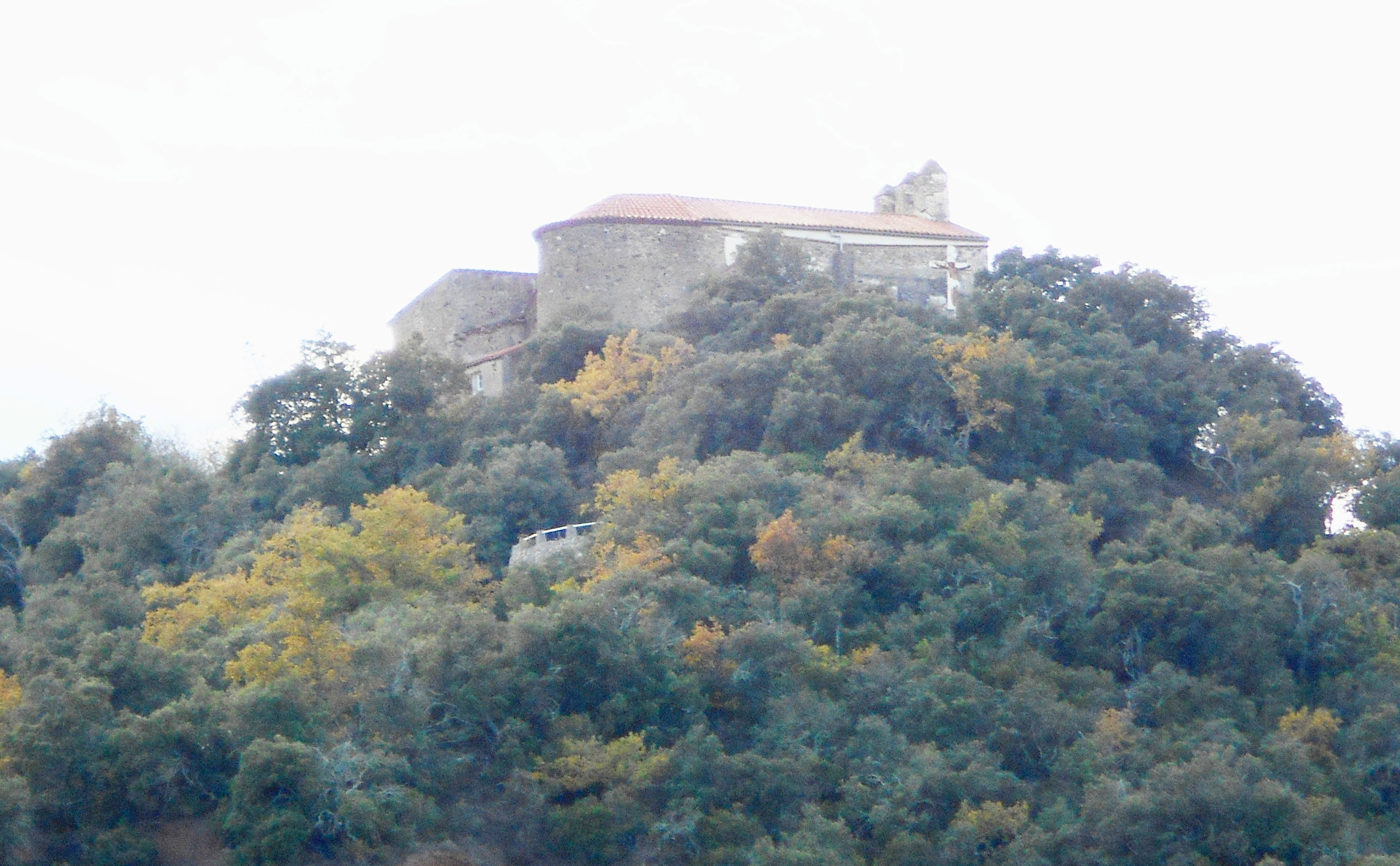
El santuari, dalt del turó

Nostra Senyora de Domanova és un santuari de la comuna nord-catalana de Rodès, a la comarca del Conflent.
És a una altitud de 325 m sobre el nivell del mar, a la zona meridional del terme de Rodès, bastant a prop del Coll de Terranera, al capdavall, extrem nord, d'un dels contraforts del Massís del Canigó. El santuari ocupa el cim d'un turó, en el lloc que havia ocupat el castell de Domanova.
La dita, recollida en una corranda, diu: L'ermità de Domanova s'afartava de cigrons, els menjava amb tanta ràbia que els cagava de dos en dos. Cal dir que la pronúncia de cigrons és sigrús, i la de dos, dus, per la qual cosa la dita té rima, com moltes de les dites populars.

## Història

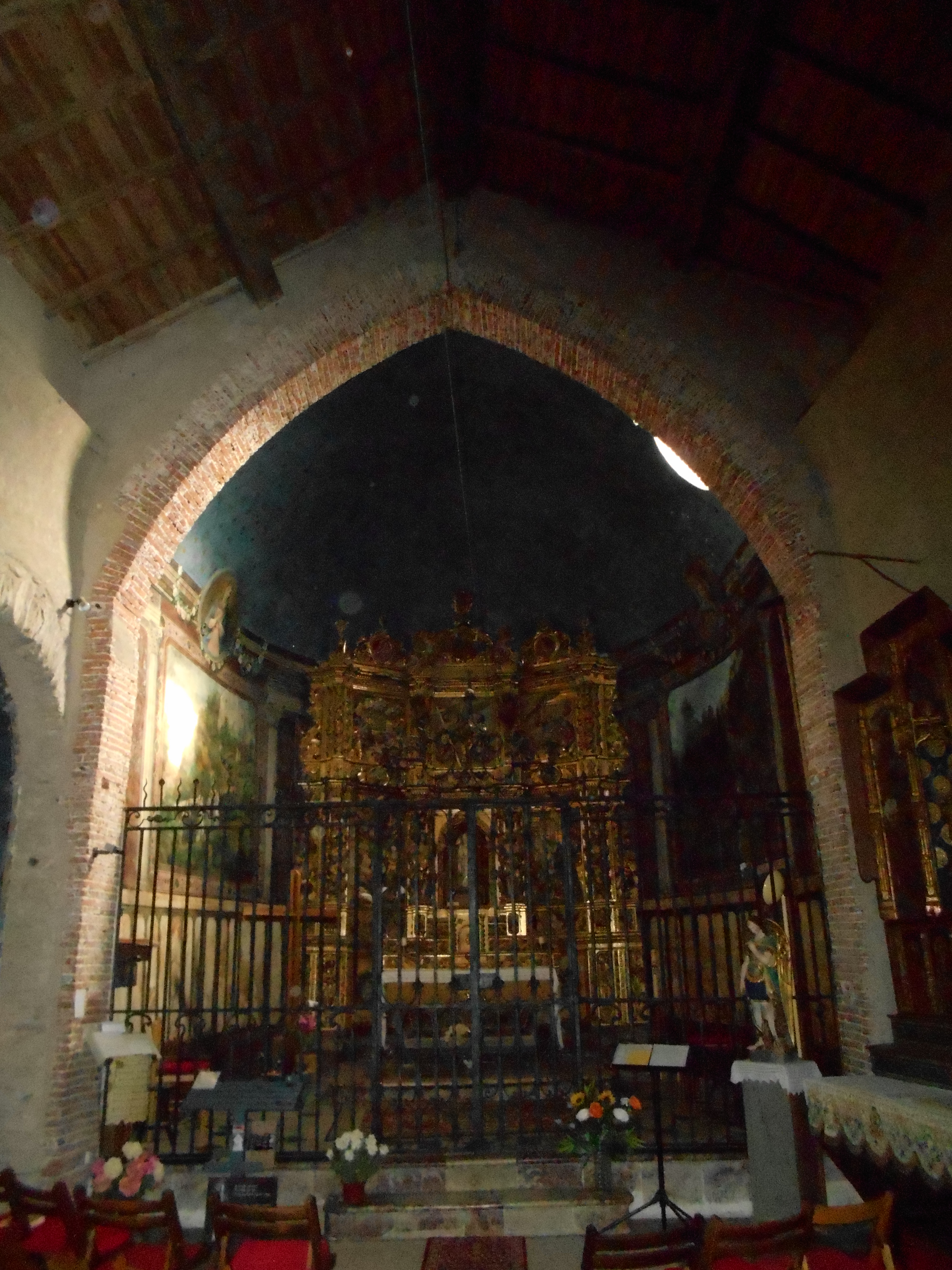
Interior del santuari

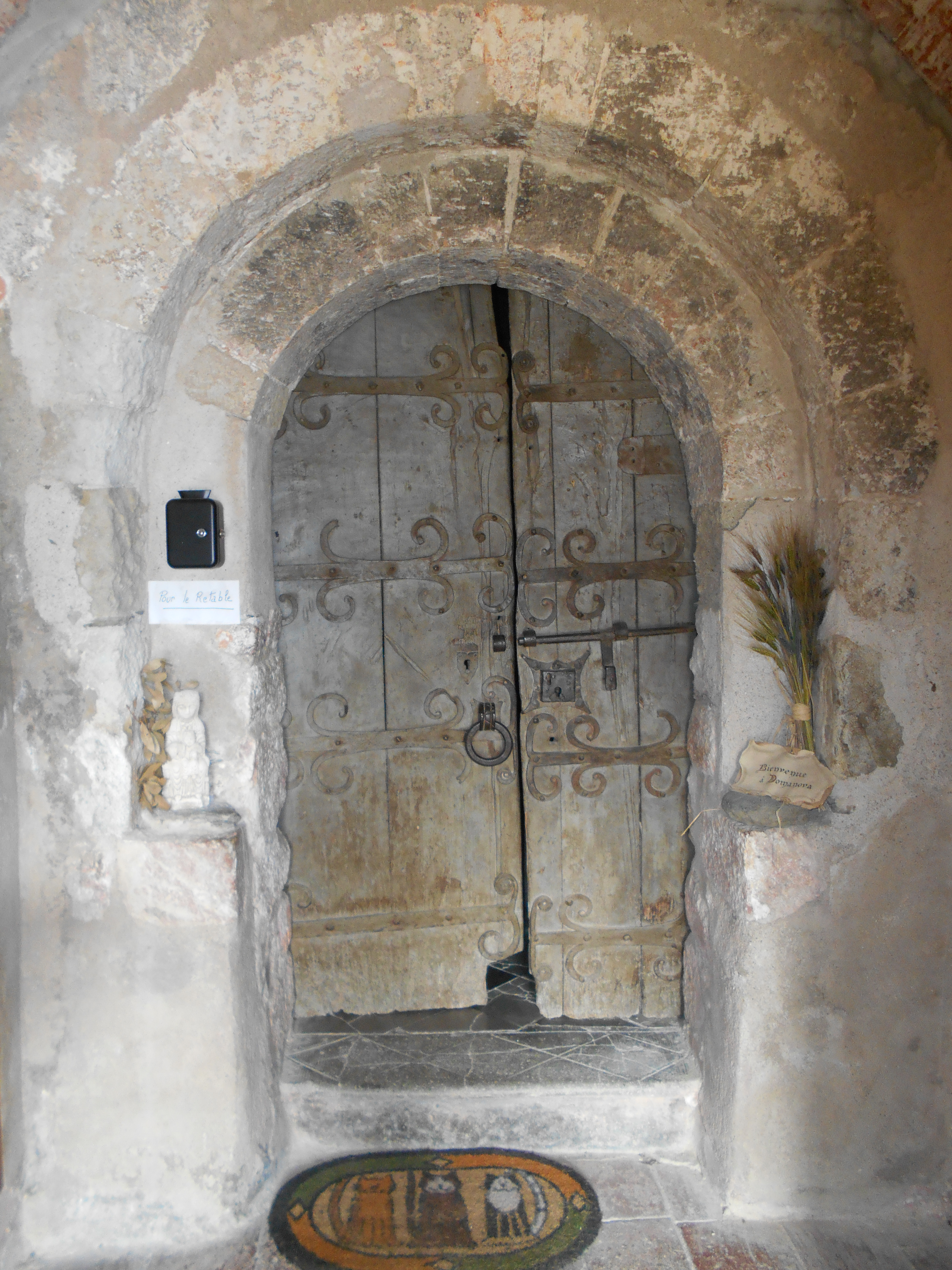
Porta meridional, romànica

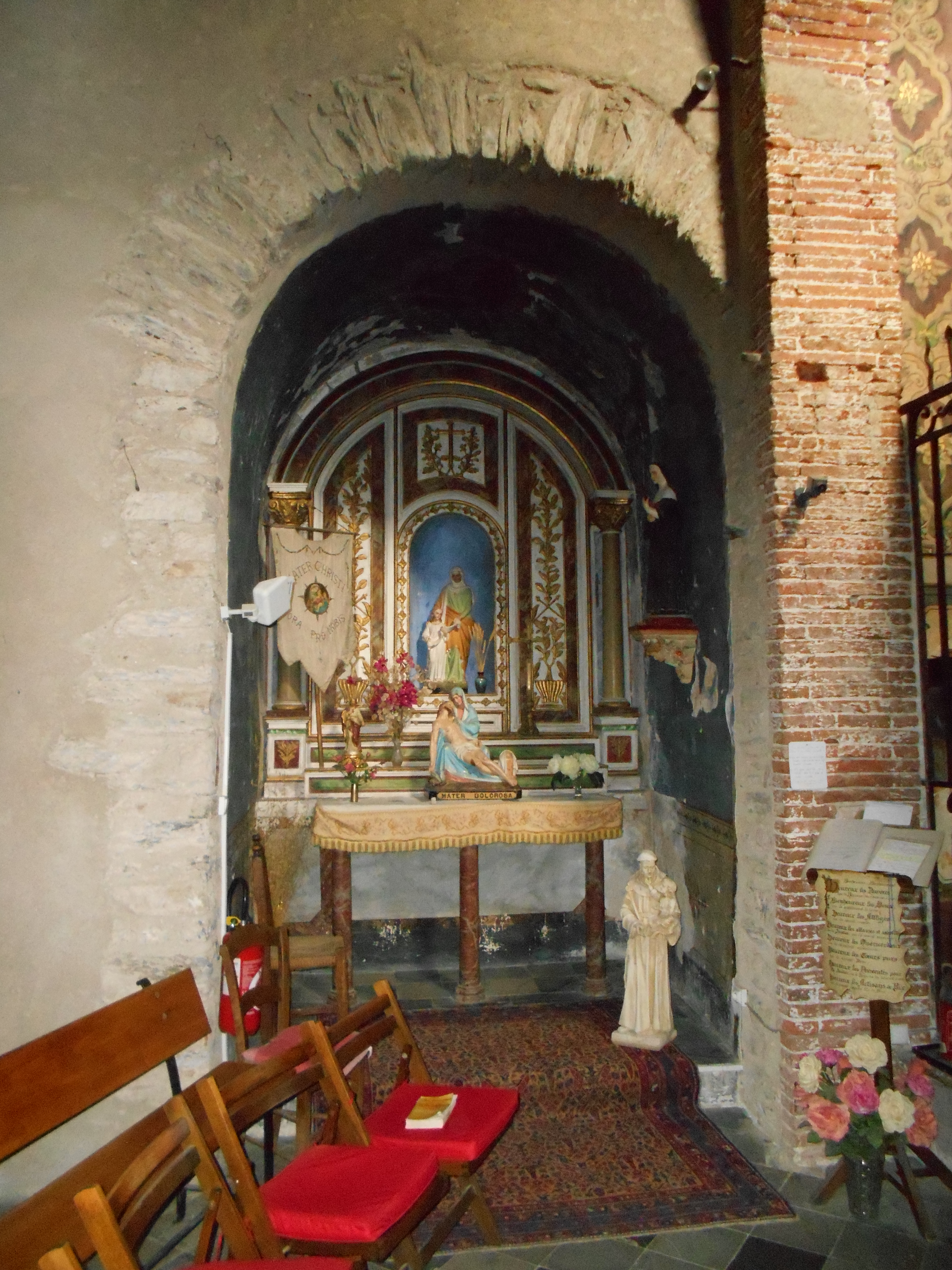
Elements del primitiu temple romànic

Doma Nova (la "Casa nova") fou una casa fortificada (documentada ja al 942), amb una capella annexa, que protegia el llogaret (avui desaparegut) de Croses durant els segles x i xi. La construcció del nou castell de Rodès el 1080 causà un desplaçament de població i l'abandonament del nucli de Croses. Domanova apareix documentada el 1293 (com a Ecclesia Sanctae Mariae). En el decurs del segle xiv l'església de Domanova substituí com a parròquia l'antiga Sant Miquel de Croses, o de Glevella (el 1329 hom esmenta la Parrochia Sanctae Mariae de Domanova); al seu torn, Domanova anà convertint-se en una església parroquial fantasma fins que el 1571 cedí la categoria de capçalera de la parròquia a l'actual església del nucli de Rodès.
Hugonots errants, fugitius de resultes de la persecució que va tenir el seu màxim exponent en la nit de Sant Bartomeu, el 1580 assaltaren l'ermita i n'occiren l'ermità. El segle xvii, època d'esplendor de les ermites al Rosselló, portà un refloriment de temples que havien quedat descurats amb el pas dels anys. Domanova en fou un cas: el 1648 va ser reconstruïda (en digueren "la Nova"), i el 1688 se l'anomena Ermita de Nostra Senyora de Domanova, prova de la consideració amb què era tinguda al moment. Adquirí la consideració de santuari i s'hi venerava la imatge de la Mare de Déu; també s'hi edifica una segona nau, paral·lela a la principal, i el mur est fou refet per sostenir el cor. La Revolució francesa confiscà l'ermita, que fou adquirida per l'ajuntament de Rodès. Apaivagada la persecució anticlerical, Domanova reobrí el culte el 1806 com a sufragània de Rodès. Ermitans laics s'establiren i tingueren cura de Domanova fins que als anys 50 se n'extingí la mena. L'ermita va ser restaurada l'any 1966. El poeta Francesc Català va tenir en Domanova la principal font d'inspiració.
En l'actualitat, a la Mare de Déu de Domanova s'hi fa el dilluns de Pentecosta un aplec que convoca gent del baix Conflent i de la plana rossellonesa.

## L'església
L'església original de Domanova tenia dues naus, una dedicada a santa Maria i l'altra dedicada a l'arcàngel sant Miquel, probablement perquè aquesta església havia succeït la de Sant Miquel de Croses, ara del tot desapareguda. Fou la parròquia principal del terme de Rodès fins al segle xvii, moment en què el caràcter de parroquial passà a Sant Joan Evangelista de Rodès. Alhora, Domanova sofrí una remodelació en profunditat, que destruí en part la construcció romànica; s'unificaren les dues naus en una de sola, i es construí la coberta actual, amb embigat sobre arcs de diafragma en lloc de les voltes de pedra originals.
De l'església romànica es conserven les parets laterals, amb l'arrencada de les voltes, la porta del costat de migdia, una altra al nord, que possiblement era l'accés al cementiri, i diversos elements més, en els quals és del tot evident el parament romànic. La porta del costat meridional, petita i estreta, conserva la ferramenta original romànica; la del nord, només visible des de l'exterior, ja que és tapiada, té característiques molt semblants a l'altra.

## Mobiliari
Ultra la marededéu de l'advocació (segle xv), el temple conserva diversos retaules antics, com un de Josep Sunyer amb la Mare de Déu i l'Infant. Altres retaules són el de l'altar major, del 1723 i tancat amb una reixa coetània, i un retaule del 1472 de Pere Escaparra, situat al costat meridional de la nau, a prop de l'altar major. La pica d'aigua beneitera és una obra en marbre del 1700. Es conserva també una important col·lecció d'ex-vots pintats en fusta dels segles XVIII al XIX. El campanar, de tres forats, acull una única campana.